# Xenochironomus trisetosus
Xenochironomus trisetosus är en tvåvingeart som först beskrevs av Jean-Jacques Kieffer 1922.  Xenochironomus trisetosus ingår i släktet Xenochironomus och familjen fjädermyggor. Inga underarter finns listade i Catalogue of Life.